# オリヴァー・ヴェースピ
オリヴァー・ヴェスピ（Oliver Waespi, 1971年11月5日 - ）はスイスの作曲家。

## 経歴
1971年にチューリッヒで生まれる。トロンボーンとギターの演奏から音楽に触れ、作曲を始める。チューリッヒ音楽院で作曲と指揮を学び、ロンドンの王立音楽アカデミーでも学ぶ。ジェラルド・ベネットやアンドレアス・ニック(Andreas Nick)、ピーター・マックスウェル・デイヴィスなどに師事し、シルヴィア・カドゥフ、クラウス・フーバー、アルフレッド・リードのマスタークラスに参加した。
1999年のコルチャーノ国際吹奏楽作曲コンクール第2位、2003年にジョルジュ・エネスク国際コンクール作曲部門（管弦楽作品）入賞、2013年に「アウディヴィ・メディア・ノクテ」でウィリアム・レヴェリ作曲コンテスト受賞。管弦楽や合唱、室内楽など様々な編成に作品を書いているが、特に吹奏楽やブラスバンドの分野で知られ、世界各国で作品が演奏されている。スイスのベルン芸術大学で教育にもあたる。

## 主な作品

### 吹奏楽
- Sinfonietta (1997)
- Suite No.1 (1997)
- Triptych (1999)
- Shadowlands - Suite No.2 (1999)
- Skies (2000)
- Symphonic Variations (2004)
- シンフォニエッタ第2番　2nd Sinfonietta (2005)
- Il Cantico (2005)
- フェスティヴ・インプレッション　Festive Impressions (trans. 2005)
- ファンファーレとファンク　Fanfare and Funk (2006)
- ロマンシュ伝説　Legenda Rumantscha (2006)
- Temples (2007)
- ベルクリヒト　Berglicht (2008)
- カレドニア　Caledonia (2009)
- カンツォン　Canzun (2010)
- ディヴェルティメント Divertimento (2011)
- アウディヴィ・メディア・ノクテ　Audivi Media Nocte (trans. 2013)
- アウト・オブ・アース　Out of Earth (2015)
- Friendly Takeover (2016)
- Graces of Love (trans. 2019)

### ブラスバンド
- Triptych (1999)
- Passacaglia (2001)
- Land's End (2003)
- Festive Impressions (2005)
- Legenda Rumantscha (trans. 2007)
- Fanfare and Funk (2006)
- Audivi Media Nocte (2011)
- Graces of Love (2013)
- As If a Voice Were in Them (2014)
- The Raid (2015)
- Hypercube (2015)
- Friendly Takeover (trans. 2016)
- Tracing Time - Sinfonietta No.3 (2017)
- La Passiun (2018)